# Новомихайловка (Старобешевский район)
Новомихайловка (укр. Новомихайлівка) — село на Украине, находится в Старобешевском районе Донецкой области.
Находится под контролем ВС РФ

## География
В Донецкой области имеются ещё два одноимённых населённых пункта, в том числе село Новомихайловка к юго-западу от Донецка в Марьинском районе.

#### Соседние населённые пункты по странам света
С: Весёлое, Василевка, Раздольное
СЗ: —
СВ:  Новозарьевка, Воровское, Каменка
З: Новоласпа, Староласпа
В: Широкое
ЮЗ: Солнцево, Красный Октябрь
ЮВ: Краснополье, Розовка
Ю: Солнцево, Богдановка

## Население
Население по переписи 2001 года составляло 50 человек.

## Общие сведения
Код КОАТУУ — 1424587505. Почтовый индекс — 87262. Телефонный код — 6253.

## Адрес местного совета
87262, Донецкая область, Старобешевский р-н, с.Солнцево, пл. Ленина, 61